# Prelude
Prelude FLNG (ang. floating liquefied natural gas) je zelo veliko plovilo za utekočinjenje zemeljskega plina. Z izgradnjo so začeli decembra 2013 in bo največje plovilo kdajkoli zgrajeno. Dolgo bo 488 metrov (1,601 ft), široko 74 metrov (243 ft). V izdelavi bodo uporabili 260.000 ton železa . Ko bo v uporabi bo težko čez 600.000 ton. .. Težko bo enako kot šest ameriških superletalonosilk razreda Nimitz.

## Konstrukcija
Plovilo bodo izdelali v ladjedelnici Geoje v Južni Koreji pri podjetju Samsung Heavy Industries. Imelo bo dvojni trup za večjo varnost. Podvodno opremo bo zagotovil FMC Technologies in Emerson.  Cena za plovilo se giblje med 10,8 in $12,6 milijard ameriških dolarjev.. Z izgradnjo so začeli oktobra 2012.

## Delovanje
Prelude FLNG bodo uporabljali na plinskih poljih Prelude in Concerto,  200 km od obale Avstralije. Vrtanje se bo začelo leta 2017. Življenjska doba plovila je 25 let.
Zemeljski plin bodo utekočinili do –162 °C. Proizvodnja utekočinjenga plina na ladji je novost, ki poceni proizvodnjo in ne potrebuje dolgih plinovodov na kopno. Je pa namestitev vse potrebne opreme na ladjo velik izziv. Količina plina in kondenzata, ki ga bodo proizvedli bo približno 5,3 milijona ton na leto.
Plovilo je zasnovano da bo lahko kljubovalo tropskemu ciklonu kategorije 5.